# ستيفن ونايت (كاتب)
ستيفن ونايت (بالإنجليزية: Stephen Knight)‏ هو كاتب بريطاني، ولد في 1960.